# Marcellin Koukpo
Marcellin Dègnon Koukpo, né le 6 avril 1995 à Cotonou au Bénin est un ⁣⁣footballeur⁣⁣ international ⁣⁣béninois⁣⁣ évoluant au poste d'attaquant. Il joue actuellement pour l'équipe saoudienne de Al-Sahel SC.

## Biographie

### Carrière de club
Koukpo a signé pour le club algérien CR Belouizdad en septembre 2020, pour un contrat de trois ans.
En 2023, il débarque en Arabie Saoudite en signant avec Al-Sahel SC.

### Carrière internationale

#### Buts internationaux
Les scores et les résultats listent les buts du Bénin en premier.
| Non. | Date         | Lieu                                       | Adversaire   | But  | Résultat | Compétition                 |
| ---- | ------------ | ------------------------------------------ | ------------ | ---- | -------- | --------------------------- |
| 1.   | 4 mai 2017   | Stade du 4-Août, Ouagadougou, Burkina Faso | Burkina Faso | 1 –1 | 1–1      | Amical                      |
| 2.   | 12 août 2017 | Stade de Kégué, Lomé, Togo                 | Aller        | 1 –0 | 1–1      | Qualifications au CHAN 2018 |

## Palmarès
- Vainqueur de la Supercoupe d'Algérie en 2020 avec le Cr Belouizdad
- Championnat d'Algérie  avec le CR Belouzidad 2020-2021.

## Référence
1. ↑  « CRB : Marcellin Koukpo signe trois ans », sur DZfoot.com (consulté le 20 septembre 2020)
2. ↑  « Mozambique vs Bénin : Dodo Dokou et Marcellin Koukpo se confient avant le face-à-face décisif », Périodique,‎ 5 septembre 2023 (lire en ligne)
3. ↑  (en) « Fiche de Marcellin Koukpo », sur national-football-teams.com